# Teologia morții lui Dumnezeu
Teologia morții lui Dumnezeu se referă la o serie de idei ale unor diverși teologi și filosofi care încearcă să explice creșterea secularismului și abandonarea credinței tradiționale în Dumnezeu. Ei susțin că Dumnezeu a încetat să existe și răspândesc această ipoteză. Deși teologii au folosit ocazional expresia „Dumnezeu este mort” a lui Friedrich Nietzsche pentru a evidenția reducerea credinței în Dumnezeu, acest concept a dobândit o popularitate tot mai mare în anii 1950 și 1960, după care a început din nou să fie uitat. Curentul teologic care propovăduiește moartea lui Dumnezeu este menționat, uneori, sub denumirea de teotanatologie, care derivă din cuvintele grecești theos (Dumnezeu) și thanatos (moarte). Principalii susținători ai acestei teologii radicale au fost teologii creștini Gabriel Vahanian, Paul van Buren, William Hamilton, John Robinson, Thomas J. J. Altizer, Mark C. Taylor, John D. Caputo și Peter Rollins, precum și rabinul Richard L. Rubenstein.

## Istoric

### Interpretări revizioniste
Tema „morții” lui Dumnezeu a devenit mai explicită în teozofia misticului William Blake din secolele al XVIII-lea și al XIX-lea. În cărțile sale ornate cu miniaturi el a respins dogmatismul creștinismului contemporan și, ghidat de viziunile sale, a examinat ideile teologice apocaliptice, distructive și întunecate. În plus, Blake a refuzat să privească răstignirea lui Isus ca o simplă moarte trupească și a văzut în acest eveniment mai degrabă o kenoză, o „golire” de slava divină. După cum scrie Altizer, Blake „celebrează o mișcare istorică și cosmică a dumnezeirii, care culminează cu moartea lui Dumnezeu”.

### Filozofia secolului al XIX-lea
În secolul al XIX-lea, ideea morții lui Dumnezeu a intrat în conștiința filosofică prin intermediul scrierilor filosofului german Georg Wilhelm Friedrich Hegel. Bazându-se pe misticismul lui Jakob Böhme și pe idealismul lui Johann Gottlieb Fichte și Friedrich Wilhelm Schelling, Hegel a încercat să revizuiască idealismul lui Immanuel Kant prin introducerea unei metodologii dialectice. Hegel a adaptat această dialectică la problema teologică principală, natura lui Dumnezeu, și a susținut că Dumnezeu (Absolut sau Tatăl) este negat radical de întruparea concretă a lui Dumnezeu (Hristos sau Fiul). Această negare este negată ulterior cu ocazia Răstignirii lui Isus, care a determinat apariția Duhului Sfânt, o formă atât concretă (biserica), cât și absolută (comunitatea spirituală) a lui Dumnezeu. Prin urmare, conform gândirii hegeliene, moartea lui Dumnezeu nu are ca rezultat o negativitate strictă, ci, mai degrabă, permite apariția unei revelații depline a lui Dumnezeu: Conștiința Absolută.
Unul dintre cei mai cunoscuți susținători ai „morții lui Dumnezeu” a fost filozoful protoexistențialist german Friedrich Nietzsche, care a fost responsabil în mare măsură cu răspândirea expresiei „Dumnezeu este mort” ( „Gott ist tot” (ajutor·info)) în conștiința publică. Această expresie apare pentru prima dată în volumul volumul Știința voioasă (în germană Die fröhliche Wissenschaft) (1882) al lui Nietzsche, în secțiunile 108 (Noi lupte), 125 (Nebunul) și pentru a treia oară în secțiunea 343 (Seninătatea noastră). Este întâlnită, de asemenea, în cartea Așa grăit-a Zarathustra (în germană Also sprach Zarathustra) a lui Nietzsche, care a contribuit la popularizarea acestei afirmații. Ideea este menționată în secțiunea „Nebunul”, astfel:
Dumnezeu a murit! Dumnezeu rămâne mort! Și noi l-am ucis! Cum să ne consolăm noi, ucigașii ucigașilor? Cel mai sfânt și mai puternic din tot ce-a avut lumea până acum și-a pierdut sângele sub cuțitele noastre - cine ne spală de acest sânge? Cu ce apă ne-am putea curăța? Ce ispășiri, ce jocuri sfinte va trebuie să inventăm? Nu este oare dimensiunea acestei fapte prea mare pentru noi? Nu trebuie să devenim noi înșine zei pentru a părea cel puțin demni de ea?Nietzsche, Știința voioasă, secțiunea 125, traducere de Simion Dănilă

### Teologia și filozofia secolului al XX-lea
Deși a precedat mișcarea formală care susținea moartea lui Dumnezeu, proeminentul teolog protestant din secolul al XX-lea Paul Tillich a continuat să aibă o influență ridicată în acest domeniu. Inspirat de scrierile lui Friedrich Nietzsche, Friedrich Wilhelm Schelling și Jakob Böhme, Tillich a dezvoltat noțiunea de Dumnezeu ca „fundament al Ființei” și ca răspuns la nihilism. O idee centrală o constituie respingerea de către Tillich a teismului tradițional și insistența cu privire la „un Dumnezeu deasupra Dumnezeului teismului”. În cartea Curajul de a fi el scrie:
Curajul de a accepta anxietatea lipsei de sens este linia de frontieră până la care poate merge curajul de a fi. Dincolo de el este doar neființa. Aici toate formele de curaj sunt restabilite în puterea unui Dumnezeu deasupra Dumnezeului teismului. Curajul de a fi își are fundamentul în Dumnezeul care apare atunci când Dumnezeu a dispărut în neliniștea îndoielii.

În 1961 a fost publicat studiul „The Death of God” al lui Gabriel Vahanian. Autorul, un teolog creștin protestant francez, susținea că cultura seculară modernă a pierdut capacitatea de percepție a sacrului, nemaifiind capabilă să înțeleagă semnificația sacramentelor sau sensul providenței și nici să aibă un scop transcendental. El a concluzionat că „Dumnezeu este mort” pentru omul modern. În viziunea lui Vahanian era necesară o cultură postmodernă și postcreștină pentru a crea o experiență nouă a divinității.
Altizer a elaborat o teologie radicală a morții lui Dumnezeu care a atras atenția asupra lui William Blake, asupra gândirii hegeliene și a ideilor lui Nietzsche. El a conceput teologia ca o formă de poezie în care imanența (prezența) lui Dumnezeu putea fi întâlnită în comunitățile de credință. Cu toate acestea, el nu a mai acceptat posibilitatea afirmării credinței într-un Dumnezeu transcendent. Altizer a concluzionat că Dumnezeu s-a întrupat în Hristos și și-a răspândit spiritul imanent care a rămas în lume, chiar dacă Isus a murit. Spre deosebire de Nietzsche, Altizer credea că Dumnezeu a murit cu adevărat. El a fost considerat principalul exponent al mișcării care propovăduia moartea lui Dumnezeu.
Richard L. Rubenstein a reprezentat acea margine radicală a gândirii evreiești care a apărut sub impactul Holocaustului. El a afirmat, pe baza Cabalei, că Dumnezeu a „murit” într-un sens tehnic atunci când a creat lumea. Cu toate acestea, pentru cultura evreiască modernă, moartea lui Dumnezeu a avut loc la Auschwitz. Deși moartea propriu-zisă a lui Dumnezeu nu a avut loc atunci, acesta a fost momentul în care omenirea a înțeles ideea că un Dumnezeu teist nu poate exista. Potrivit celor afirmate în scrierile lui Rubenstein, nu mai era posibil să crezi într-un Dumnezeu teist ortodox/tradițional al legământului avraamic; Dumnezeu este, mai degrabă, un proces istoric.
Deși legătura directă între teoria critică lacanian-marxistă a lui Slavoj Žižek și curentul de gândire care propovăduia moartea lui Dumnezeu nu este neapărat evidentă, lectura hegeliană a creștinismului, susținută cel mai vizibil în The Monstrosity of Christ (2009), se pretează puternic acestei tradiții. Influențat în mare măsură de Dietrich Bonhoeffer și G. K. Chesterton, Žižek susține o variantă de ateism creștin, care depinde mai mult sau mai puțin de context. Cartea Žižek and Theology (2008) a lui Adam Kotsko a subliniat o legătură directă între Žižek și acest curent de gândire teologică. Inițial, comentatorii au respins energic această legătură, dar după publicarea cărții The Monstrosity of Chris și dezbaterile ulterioare, relația directă dintre Žižek și Thomas Altizer a devenit clară.

## Teologie

### Secularismul
Vahanian, Van Buren și Hamilton sunt de acord că ideea transcendenței și-a pierdut locul semnificativ în gândirea modernă. Conform normelor gândirii moderne seculare contemporane, Dumnezeu este mort. În a răspunde la acest colaps de transcendență, Vahanian propune un radical post-Creștină alternativă la tradiționale teismul. Ca răspuns la colapsul transcendenței, Vahanian propune o alternativă postcreștină radicală la teismul tradițional. Van Buren și Hamilton au oferit poporului secularist modelul uman al lui Isus care a propovăduit iubirea semenilor și a acționat pe baza acestei iubiri.

### Existența lui Dumnezeu
Adepții teoriei morții lui Dumnezeu dezbat aprins măsura în care Dumnezeu poate fi considerat ca fiind „mort”. Potrivit celor mai vehiculate ipoteze, Dumnezeu ar fi murit literalmente întrupat pe cruce sau în momentul creației. Thomas J. J. Altizer rămâne principalul susținător al acestei teorii. O altă ipoteză susține că „moartea lui Dumnezeu” este o metaforă a existenței lui Dumnezeu fără legătură cu specia umană.

## Coperta revisteiTime
Coperta ediției din 8 aprilie 1966 a revistei americane Time a pus întrebarea: „Dumnezeu este mort?” („Is God Dead?”), iar articolul însoțitor analiza creșterea ateismului în America în acea vreme, precum și popularitatea în creștere a teologiei morții lui Dumnezeu.

## Legături externe
- Frame, John M, „Death of God Theology”, Frame-Poyhtress.
- Cline, Austin, „Nihilism and Christianity: Death of God Theology”, Atheism, About, arhivat din original la 11 iunie 2016, accesat în 14 februarie 2019.
- The reality is near – Let's Wake up Together, You’r awake